# Nigmatilla Yuldashev
Nigmatilla Yuldashev (en uzbeko: Nigʻmatilla Toʻlqinovich Yoʻldoshev; en ruso: Нигмарилла Тулкинович Юлдашев; Taskent, 5 de noviembre de 1962) es un abogado y político uzbeko que, como presidente del Senado de Uzbekistán, se desempeñó como el presidente interino de ese país tras la muerte de Islam Karimov el 2 de septiembre de 2016, por unos pocos días hasta el 8 de septiembre de ese año. Anteriormente se había desempeñado como ministro de Justicia.

## Biografía
Después de graduarse en la facultad de Derecho de la Universidad Estatal de Tashkent en 1985, Yuldashev unió a la oficina del fiscal de la ciudad en Olmaliq. En 1991 se convirtió en un investigador en la Oficina del Fiscal del Distrito de Yunusabad en Tashkent, después se convirtió en un investigador principal y luego un fiscal en la oficina del fiscal Uzbekistán. 
En 2000 se unió a la Oficina del Fiscal General, como Jefe de Inspección de Seguridad Interna, antes de convertirse en un miembro del personal en la oficina del presidente en 2003. En 2006 fue nombrado jefe del Departamento de Impuestos y Lavado de Dinero en la Oficina del Fiscal General, y en 2008 se convirtió en el fiscal general adjunto. 
El 21 de julio de 2011 fue nombrado Ministro de Justicia como consecuencia del Decreto Presidencial УП-4323. Se desempeñó como ministro hasta ser elegido al Senado en enero de 2015, tras lo cual fue elegido Presidente de la cámara alta.
El 2 de septiembre de 2016, tras la muerte de Islam Karimov, el primer presidente de Uzbekistán, Yuldashev se convirtió en el presidente en funciones bajo el requisito constitucional de que en el caso del presidente de quedar incapacitado, los poderes y las funciones de aquel caerán sobre el presidente del Senado. Las primeras elecciones presidenciales deben celebrarse dentro del plazo de tres meses de la muerte de Karimov. Es poco probable que Yuldashev se mantenga en el puesto por su escaso peso político.